# Nomada atroscutellaris
Nomada atroscutellaris är en biart som beskrevs av Embrik Strand 1921. Nomada atroscutellaris ingår i släktet gökbin, och familjen långtungebin. Inga underarter finns listade i Catalogue of Life.